# اکوپترول
اکوپترول (به اسپانیایی: EcoPetrol) که مختصر شده واژه امپرسا کلمبیا دی پترولئوس (به پرتغالی: Empresa Colombiana de Petróleos) به‌معنای شرکت نفت کلمبیا است، بزرگترین و اصلی‌ترین شرکت نفت و گاز در کشور کلمبیا می‌باشد.
در آخرین رتبه‌بندی انجام شده توسط مجله فورچون، در فهرست فورچون ۵۰۰ این شرکت در رتبه ۳۰۳ از بزرگترین شرکت‌های جهان قرار گرفت. همچنین این شرکت به‌عنوان یکی از چهار شرکت بزرگ نفتی مستقر در آمریکای لاتین شناخته می‌شود.
دفتر مرکزی این شرکت در شهر بوگوتا، کلمبیا قرار دارد و بخشی از سهام آن در بازارهای بورس نیویورک، بورس تورنتو و بورس کلمبیا معامله می‌شود، همچنین جزئی از شاخص اس اند پی آمریکای لاتین به‌شمار می‌آید. بزرگترین سهام‌دار این شرکت نفتی؛ دولت کلمبیا است.